# Свер Арсет
Свер Йоганнес Арсет (народився 1934 року) — науковий співробітник Інституту астрономії Кембриджського університету, розробник кодів для N-частинкових моделювань.

## Біографія
Арсет був запрошеним науковцем в Інституті перспективних досліджень у 1986-87 роках. Наразі він працює в Інституту астрономії Кембриджського університету.

## Наукові результати
Він є автором сімейства кодів NBODY, остання версія — NBODY7. Його дослідження включають вплив еволюції зірок за допомогою N-частинкових кодів, вплив чорних дір на зоряні системи, еволюцію кулястих скупчень і використання графічних процесорів для збільшення швидкості його кодів.

## Відзнаки
- Премія Брауера за роботу з розвитку динамічної астрономії (1998)[7].
- На честь науковця названо астероїд 9836 Арсет.

## Хобі
Окрім досліджень, інтереси Арсета включають альпінізм, трекінг і дику природу. 
Він також захоплюється шахами і в 1981 році отримав звання міжнародного майстра з шахів.